# EIF4B
EIF4B‏ (Eukaryotic translation initiation factor 4B) هوَ بروتين يُشَفر بواسطة جين EIF4B في الإنسان.